# Konec starých časů
Konec starých časů je román Vladislava Vančury poprvé vydaný roku 1934 nakladatelstvím Melantrich. Jeho děj se odehrává krátce po roce 1918 na jihočeském zámku Kratochvíle. Hlavní postavou je kníže a plukovník Alexandr Megalrogov.

## Historie díla
Konec starých časů vznikl původně jako scénář k připravovanému filmu, který nebyl realizován. Vladislav Vančura jej proto přepracoval do románu.
Úryvky románu byly před knižním vydáním publikovány v Měsíci, Národním osvobození, Českém slově, Právu lidu a Almanachu Kmene. Dosud vyšel v osmi vydáních, naposled v roce 2006. V roce 1989 jej zfilmoval režisér Jiří Menzel. Film Konec starých časů natočil na zámku Krásný Dvůr. Jako audioknihu román načetl Ladislav Mrkvička.

## Postavy
- Alexandr Megalrogov – ruský kníže a plukovník carské armády nesoucí rysy barona Prášila
- Bernard Spera – zámecký knihovník, vypravěč
- Váňa – sluha knížete Megalrogova
- Josef Stoklasa – regent Kratochvíle
- Jakub Lhota
- Jan Lhota – syn Jakuba
- Josef Pustina – advokát
- Michaela a Kitty – Stoklasovy dcery
- Marcel – sirotek
- Ellen, Susanne – vychovatelky
- Cornelie – klíčnice
- Charousek – sedlák

## Rozhlasové zpracování
Román byl zpracován v Českém rozhlasu v roce 2021 jako patnáctidílná četba na pokračování. V režii Markéty Jahodové a dramaturgii Jarmily Konrádové a Jiřího Vondráčka četl Ladislav Mrkvička.